# Peter Konz
Peter Konz (Neenah, 9 giugno 1989) è un ex giocatore di football americano statunitense che ha militato nel ruolo di centro per gli Atlanta Falcons della National Football League (NFL). Fu scelto nel corso del secondo giro (55º assoluto) del Draft NFL 2012 dai Falcons. Al college ha giocato a football a Wisconsin.

## Carriera professionistica

### Atlanta Falcons
Considerato il miglior centro disponibile nel Draft 2012, il 27 aprile Konz fu scelto nel corso del secondo giro dagli Atlanta Falcons. Nella sua stagione da rookie disputò 16 partite, 10 delle quali come titolare. Nella successiva disputò tutte le 16 partite, tutte tranne una come titolare. Si ritirò dopo la stagione 2014